# Barracuda (film 1978)
Barracuda (conosciuto anche con il titolo The Lucifer Project) è un film statunitense del 1978 diretto da Harry Kerwin. È una delle tante pellicole di film horror con animali ("animal horror") a basso costo e di ambientazione marina girate dopo il successo ottenuto da Steven Spielberg con Lo squalo.

## Trama
Stati Uniti. Mike Canfield, giovane professore universitario, si reca - per conto del suo ateneo - a Palm Cove per analizzare il grado di inquinamento delle acque marine della città. Mentre effettua i prelievi delle acque, viene sorpreso dalle guardie di un'industria chimica locale e consegnato allo sceriffo. Tornato in libertà, si reca subito ad analizzare i campioni prelevati scoprendo delle anomalie all'interno di quell'acqua. Nel frattempo, lo sceriffo che lo aveva arrestato si ricrede e cerca di rintracciarlo dopo che nella sua cittadina si è verificata una strana moria di pesci e la misteriosa morte in mare di alcune persone.

## Produzione

### Regia
La regia è accreditata a Harry Kerwin tranne per le riprese subacque, dove è curata da Wayne Crawford.

### Cast
La parte del protagonista è stata affidata al giovane Wayne David Crawford, personaggio all'epoca del film non ancora noto al pubblico italiano.

### Riprese
Le riprese sono avvenute negli Stati Uniti e più precisamente in Florida nei pressi di Fort Lauderdale, Pompano Beach, St. Cloud e in località Hollywood.

## Promozione
"Crudeli, spietati, arrivano i ferocissimi «barracuda» più temibili dello squalo" è lo slogan usato nella locandina pubblicitaria inserita nelle pagine dei quotidiani accanto alla programmazione cinematografica del giorno ai tempi della proiezione del film nelle sale.

## Distribuzione
Il film venne distribuito nelle sale cinematografiche italiane nel mese di aprile del 1979.

### Data di uscita
Le date di uscita internazionali nel corso degli anni sono state:
- 16 ottobre 1978 in Svezia (Barracuda)
- Gennaio 1979 in USA (Barracuda)
- 6 aprile 1979 in Italia
- 8 agosto 1979 in Francia (Barracuda)
- 2 agosto 1982 in Spagna (Barracuda)

### Edizioni home video
La prima pubblicazione italiana del film per il circuito home video è stata una videocassetta VHS della Antoniana Home Video.
Nel mese di ottobre del 2008 la Koch Media ha distribuito per la prima volta in Italia il film in DVD (codice EAN:8033406165112).

## Accoglienza

### Critica
In un articolo pubblicato sul quotidiano La Stampa all'epoca dell'uscita del film nelle sale cinematografiche, viene espresso un giudizio tutt'altro che positivo: "Solo verso la fine l'ipotesi catastrofica che la storia stessa suggerisce riesce a comunicare qualche brivido inquietante. Gli interpreti e la regia sono caratterizzati da una comune incorreggibile mediocrità".
Fantafilm mette invece in luce le similitudini con Piraña dello stesso anno di Joe Dante e descrive il film come "un discreto thriller fanta-ecologico che riflette, ancora una volta, il diffuso sospetto di possibili strumentalizzazioni politiche sulla sperimentazione scientifica a scopo militare o di controllo sociale", aggiungendo che si tratta di un "tipico prodotto degli anni '70, con volenterosi effetti speciali e buone intenzioni."